# Noventa Vicentina
Noventa Vicentina este o comună din provincia Vicenza, regiunea Veneto, Italia, cu o populație de 8.952 locuitori (1 ianuarie 2023) și o suprafață de 22,88 km².

## Demografie
Noventa Vicentina - evoluția demografică

|  | Graficele sunt indisponibile din cauza unor probleme tehnice. Mai multe informații se găsesc la Phabricator și la wiki-ul MediaWiki. |

Date: Recensăminte sau birourile de statistică - grafică realizată de Wikipedia

## Personalități născute aici
- Alessia Piovan (n. 1985), actriță.